# Гоюн, Яков
Яков Гоюн (хорв. Jakov Gojun, родился 18 апреля 1986 года в Сплите) — хорватский гандболист, левый полусредний команды «Загреб» и сборной Хорватии; бронзовый призёр Олимпийских игр 2012 года.

## Достижения

### Клубные
- Чемпион Хорватии: 2009/2010, 2010/2011, 2011/2012
- Победитель Кубка Хорватии: 2010, 2011, 2012
- Победитель Кубка Испании: 2013
- Победитель клубного чемпионата мира: 2012
- Чемпион Франции: 2014/2015
- Победитель Кубка Франции: 2014, 2015
- Победитель Трофея чемпионов ЕГФ: 2014, 2015
- Обладатель кубка ЕГФ: 2015, 2018
- Победитель Суперкубка ЕГФ: 2015

### В сборной
- Бронзовый призёр Олимпийских игр: 2016
- Серебряный призёр чемпионата мира: 2009
- Бронзовый призёр чемпионата мира: 2013
- Серебряный призёр чемпионата Европы: 2010
- Бронзовый призёр чемпионата Европы: 2012, 2016